# Canada Basketball
La Canada Basketball es el organismo que rige las competiciones de clubes y la Selección nacional de Canadá. Pertenece a la asociación continental FIBA Américas.